# Lamentin
Lamentin è un comune francese di 16.123 abitanti situato nella parte settentrionale dell'isola di Basse-Terre e facente parte del dipartimento d'oltremare di Guadalupa.